# Blaznava
Blaznava (en serbe cyrillique : Блазнава) est un village de Serbie situé dans la municipalité de Topola, district de Šumadija. Au recensement de 2011, il comptait 495 habitants.
Blaznava est située sur les bords de la Jasenica.

## Démographie

### Évolution historique de la population
| 1948  | 1953  | 1961  | 1971  | 1981 | 1991 | 2002 | 2011 |
| ----- | ----- | ----- | ----- | ---- | ---- | ---- | ---- |
| 1 335 | 1 323 | 1 150 | 1 018 | 871  | 739  | 591  | 495  |

|  |